# Марш защитников Москвы
«Марш защи́тников Москвы́» («Песня защитников Москвы») — военный марш Красной Армии, появившийся в ходе Битвы за Москву. Слова Алексея Суркова, музыка Бориса Мокроусова.

## Создание
Автор слов этой песни Алексей Сурков так описал время, когда было написано ставшее впоследствии «Песней защитников Москвы»:

…Жестокая беда фашистского наступления настигла нас в первых числах октября. Под ударами врага фронт развалился, и бронированные орды, подминая полки, дивизии, армии, хлынули к Москве с запада, начали обтекать её с юга и севера, с пугающей быстротой приближались к тем рубежам, которые в сводках Совинформбюро именовались дальними подступами к столице.

Впервые стихи были опубликованы в газете Западного фронта «Красноармейская правда» 3 ноября 1941 года. А неделю спустя их напечатала «Вечерняя Москва». Публикация стихотворения Суркова в «Вечерней Москве» не прошла мимо внимания работников столичной киностудии документальных фильмов, которые вместе с войсками, державшими оборону под Волоколамском, на Можайском и других направлениях, под вражеским огнём снимали военные эпизоды.
В те дни стал выходить киножурнал «На защиту родной Москвы». Вышло пятнадцать его номеров. В одном из них и была «опробована» песня, сочинённая на стихи Алексея Суркова. Автором музыки, согласно официальным данным, стал композитор Борис Мокроусов, отозванный в Москву из осаждённого Севастополя, которого кинодокументалисты познакомили со стихами Суркова, опубликованными в «Вечерней Москве».
Когда пришли дни советского наступления и разгрома фашистских войск на подступах к столице, на экраны страны вышел полнометражный документальный фильм «Разгром немецких войск под Москвой», «Песня защитников Москвы» прозвучала в нём целиком в исполнении оркестра и хора, стала своеобразным лейтмотивом и музыкально-поэтическим стержнем картины.
«Марш защитников Москвы» также звучит в художественном фильме 1944 года «В 6 часов вечера после войны», а также в телесериале «Московская сага».
Также марш (два куплета) звучит в киноэпопее "Великая Отечественная", 2 серия, "Битва за Москву". СССР - США, 1979
«Марш защитников Москвы» также звучит в игре Hearts Of Iron IV, как дополнение к DLC «No Step Back» (Ни Шагу Назад).

## Варианты текста
В атаку стальными рядами

Мы поступью твёрдой идём.

Родная столица за нами,

Рубеж наш назначен вождём!

 Припев:

 Мы не дрогнем в бою

 За столицу свою,

 Нам родная Москва дорога.

 Нерушимой стеной,

 Обороной стальной

 Разгромим, уничтожим врага.

 Нерушимой стеной,

 Обороной стальной

 Разгромим, уничтожим врага.

На марше равняются взводы,

Гудит под ногами земля,

За нами родные заводы

И красные звёзды Кремля.

 Припев.

Для счастья своими руками

Мы строили город родной.

За каждый расколотый камень

Отплатим мы страшной ценой.

 Припев.

Не смять богатырскую силу,

Могуч наш заслон огневой,

И враг наш отыщет могилу

В туманных полях под Москвой.

 Припев.

При прослушивании сохранившихся военных записей песни, в четвёртом куплете вместо слов: «И враг наш отыщет могилу // В туманных полях под Москвой» слышны слова «Загоним фашистов в могилу // В туманных полях под Москвой», или: «Мы выроем немцам могилу // В туманных полях под Москвой». Также существуют варианты: вместо «в туманных полях» — «в холодных полях», вместо «разгромим, уничтожим врага» — «остановим, отбросим врага». Также в некоторых исполнениях вместо слов «Рубеж наш назначен Вождём», поются слова «За нами родимый наш дом».
Также при прослушивании одной архивной записи этой песни обнаружился вариант концовки последнего куплета:
Не смять богатырскую силу,
Могуч наш заслон огневой.
Нас партия в битвах взрастила,
Врага разобьём под Москвой!
Также появился вариант припева с изменением слова «Москва» на «Россия»:

В атаку стальными рядами

Мы поступью твёрдой идём.

Родная Россия за нами,

За нами родимый наш дом.

Мы не дрогнем в бою

За Россию свою,

Нам родная страна дорога.

Нерушимой стеной,

Обороной стальной

Разгромим, уничтожим врага.

Нерушимой стеной,

Обороной стальной

Разгромим, уничтожим врага.